# Vestida de azul
Vestida de azul és una pel·lícula documental espanyola de 1983, produïda i dirigida per Antonio Giménez-Rico.
Fou estrenada al Festival Internacional de Cinema de Sant Sebastià el 6 de setembre de 1983.

## Argument
La pel·lícula comença durant una redada policial d'unes transsexuals que estan exercint la prostitució. La imatge es congela i apareixen uns rètols que adverteixen de la veracitat de la història i dels personatges que hi apareixen. Durant els crèdits, les sis protagonistes es presenten mentre prenen un aperitiu al Palau de Cristall del Retiro, a Madrid. A partir d'aquí, comença el relat de les seves vides.
La Loren, la més gran, va estar tancada a la Presó de Carabanchel. A més, ens explica com de malament ho va passar durant el servei militar, a través d'una graciosa anècdota. La Renée Amor és perruquera i la seva família encara no sap de la seva vida com a dona. La Nacha es dedica al món de la prostitució. L'Eva és artista, fa strip-tease integral i playbacks de la Lina Morgan. La Tamara és gitana i va ser maltractada per la seva família per la seva condició, tot i que ara és feliç. També es dedica al món de l'espectacle ballant com a Lola Flores i Isabel Pantoja. Per acabar, la Josette, que també és artista i, potser, el cas més peculiar, ja que a més de tenir una germana en la seva mateixa situació, l'Eva Welch, va arribar a casar-se tot i conèixer la seva identitat de gènere i la seva orientació sexual. Al llarg de la pel·lícula, fins i tot, assistirem a com la seva ex-dona, casada novament i mare d'un nen, li retreu la seva covardia i engany.

## Llibre
La periodista Valeria Vegas va fer un estudi de la pel·lícula i de la situació de la transsexualitat a Espanya durant els anys de la Transició titulat Vestidas de azul. Análisis social y cinematográfico de la mujer transexual en los años de la transición española, publicat el 2019 per l'editorial Dos Bigotes.

## Repartiment
| Actor/Actriu             | Personatge                                                              |
| ------------------------ | ----------------------------------------------------------------------- |
| Lorenzo Arana            | Lorenzo Arana                                                           |
| Renée Amor               | Renée Amor                                                              |
| José Antonio Sánchez     | José Antonio Sánchez                                                    |
| Francisco Pérez Cobos    | Francisco Pérez Cobos                                                   |
| Javier Burgos            | Javier Burgos                                                           |
| Arturo González          | Arturo González                                                         |
| José Ruiz Orejón         | José Ruiz Orejón                                                        |
| Juan Muñoz Santiago      | Juan Muñoz Santiago                                                     |
| Miguel Domínguez Fidalgo | Miguel Domínguez Fidalgo (Porter majordom de l'Ajuntament d'Alcobendas) |
| Carlos Picasa            | Carlos Picasa                                                           |
| Pedro Basanta            | Client                                                                  |